# Thayer (Iowa)
Thayer es una ciudad ubicada en el condado de Union en el estado estadounidense de Iowa. En el Censo de 2010 tenía una población de 59 habitantes y una densidad poblacional de 244,95 personas por km².

## Geografía
Thayer se encuentra ubicada en las coordenadas 41°1′44″N 94°2′59″O / 41.02889, -94.04972. Según la Oficina del Censo de los Estados Unidos, Thayer tiene una superficie total de 0.24 km², de la cual 0.24 km² corresponden a tierra firme y (0%) 0 km² es agua.

## Demografía
Según el censo de 2010, había 59 personas residiendo en Thayer. La densidad de población era de 244,95 hab./km². De los 59 habitantes, Thayer estaba compuesto por el 100% blancos, el 0% eran afroamericanos, el 0% eran amerindios, el 0% eran asiáticos, el 0% eran isleños del Pacífico, el 0% eran de otras razas y el 0% pertenecían a dos o más razas. Del total de la población el 0% eran hispanos o latinos de cualquier raza.